# Witte Huis

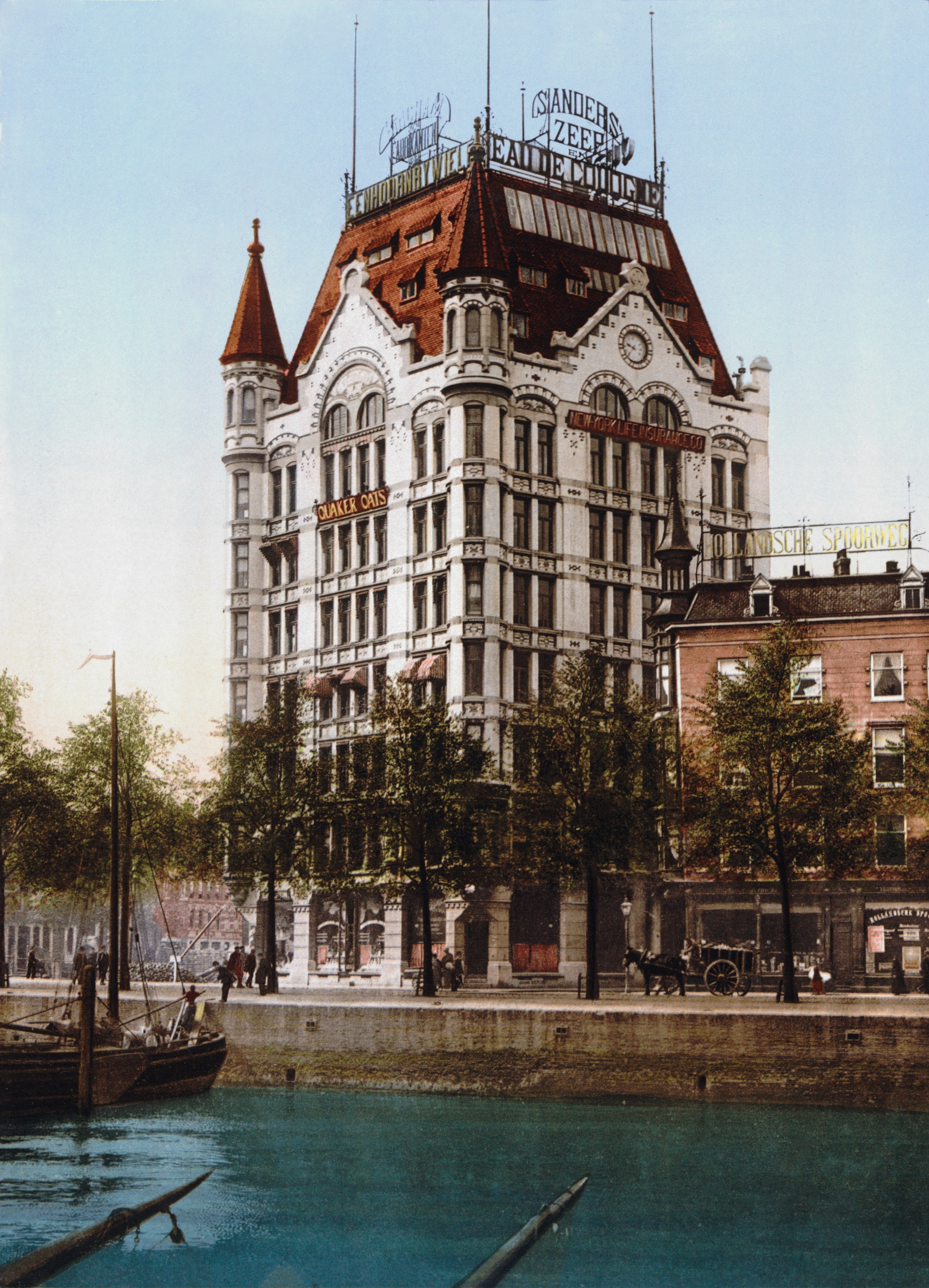
Witte Huis w 1900 roku

Witte Huis – budynek w Rotterdamie wybudowany w stylu secesyjnym w 1898 roku. Zainspirowany amerykańskimi budynkami biurowymi. Jego wysokość wynosi 43 m. Ma 10 pięter i w momencie ukończenia budowy był najwyższym budynkiem Europy.

## Budowa
Budynek został zaprojektowany przez Willema Molenbroeka. Budżet w momencie rozpoczęcia budowy wieżowca w 1897 wynosił 127900 guldenów. Początkowo budynek miał mieć wymiary 15 na 20 metrów, lecz z powodu zapadania się gruntu zmieniono kształt budynku na kwadrat o długości boku 20 metrów. Podczas budowy uszkodzono Wijnhaven, Spaansche kade oraz most Jan Kuitenbrug, za co budowniczowie musieli zapłacić odszkodowanie. Budowę ukończono 1 września 1898, a oficjalne otwarcie nastąpiło 8 września. W wieżowcu miały powstać biura i warsztaty, nigdy nie wydano zgody na utworzenie tam mieszkań. W budynku znajdowała się instalacja gazowa, elektryczna, dwie windy oraz centrala telefoniczna. Na dachu znajduje się platforma widokowa. Był to jeden z niewielu budynków w Rotterdamie, który przetrwał niemieckie naloty bombowe podczas II wojny światowej (zob. bombardowanie Rotterdamu).